# Jesse H. Jones
Jesse Holman Jones, född 5 april 1874 i Robertson County, Tennessee, död 1 juni 1956 i Houston, Texas, var en amerikansk demokratisk politiker, fastighetsutvecklare, filantrop och tjänsteman. Han tjänstgjorde som USA:s handelsminister 1940-1945.
Jones växte upp i Tennessee och i Texas. Han anställdes 1895 av farbroderns företag M.T. Jones Lumber Company i Hillsboro, Texas. Farbrodern dog tre år senare och Jones flyttade till Houston där han senare startade ett eget företag, South Texas Lumber Company. Förutom för timmerbranschen var han verksam inom fastighets- och banksektorerna. Han blev med åren den mest betydande fastighetsutvecklaren i Houston och kallades i folkmun "Mr. Houston".
Jones efterträdde 1933 Atlee Pomerene som chef för Reconstruction Finance Corporation. I den egenskapen fick han styra användningen av Franklin D. Roosevelts New Deal-pengar. Han kallades "the fourth branch of government", statsmaktens fjärde fält, i en referens till indelningen av statsmakten i tre fält enligt Montesquieus maktdelningsprincip. Jones skildrar tiden då han fick styra en betydande del av hur USA:s federala pengar investerades i den 1951 utkomna memoarboken Fifty Billion Dollars.
Handelsministern Harry Hopkins avgick 1940 och efterträddes av Jones. Han efterträddes 1945 av Henry A. Wallace.
Jones var en mäktig figur i Texas och i hela USA. Lyndon B. Johnson påstås ha använt öknamnet "Jesus H. Jones" om honom. Jones och hustrun Mary grundade 1937 den betydande välgörenhetsstiftelsen Houston Endowment som också kom att ärva en betydande del av makarna Jones egendom.
Jones grav finns på Forest Park Cemetery i Houston.